# Юлдашев, Файзулла
Файзулла́ Юлда́шев (1912—1991) — участник Великой Отечественной войны в должности командира отделения 42-го стрелкового полка 180-й стрелковой дивизии 38-й армии Воронежского фронта, Герой Советского Союза.

## Биография
Родился 2 (15) сентября 1912 года в городе Туркестан, ныне Южно-Казахстанская область (Казахстан), в крестьянской семье. Узбек.
Окончил Самаркандский педагогический техникум и Ташкентский учительский институт. Работал учителем, директором школы.
В Красную армию призван в июне 1942 года Янкабадским райвоенкоматом Казахской ССР. На фронте в Великую Отечественную войну с октября 1942 года.
Командир отделения 42-го стрелкового полка (180-я стрелковая дивизия, 38-я армия, Воронежский фронт) старший сержант Файзулла Юлдашев в ночь на 27 сентября 1943 года в составе первой десантной группы переправился на правый берег реки Днепр в районе села Новые Петровцы Вышгородского района Киевской области Украины, расположенного севернее украинской столицы — Киева.
Старший сержант Юлдашев с вверенным ему подразделением в бою по захвату и удержанию плацдарма вёл себя смело и решительно. Участвуя в разведке, он собрал ценные сведения о противнике.
Указом Президиума Верховного Совета СССР от 29 октября 1943 года за образцовое выполнение боевых заданий командования на фронте борьбы с немецко-фашистскими захватчиками и проявленные при этом мужество и героизм старшему сержанту Юлдашеву Файзулле присвоено звание Героя Советского Союза с вручением ордена Ленина и медали «Золотая Звезда» (№ 1774).
В 1944 году Ф. Юлдашев стал офицером, окончив курсы младших лейтенантов. Член ВКП(б) с 1944 года. В декабре 1945 года лейтенант Юлдашев Ф. уволен из армии по ранению.
В 1948 году окончил Высшую партийную школу при Центральном Комитете Коммунистической партии Узбекистана. В конце 1980-х — начале 1990-х годов Ф. Юлдашев жил в селе Ирвадан Наманганского района Наманганской области Узбекистана. До ухода на заслуженный отдых работал директором средней школы. Умер 15 декабря 1991 года. Похоронен в селе Ирвадан.

## Награды
- Медаль «Золотая Звезда» Героя Советского Союза (29.10.1943)[2];
- орден Ленина (29.10.1943);
- орден Отечественной войны I степени (11.03.1985)[3];
- орден Красной Звезды (24.02.1945)[4];
- медаль «За отвагу» (10.09.1943)[5];
- медали.